# Divizia Națională 2017
La Divizia Națională 2017 fue la edición número 27 de la Divizia Națională. La temporada empezó el 1 de julio de 2017 y terminó el 26 de noviembre de 2017.
El Sheriff Tiraspol conquistó su 16° título, tercer consecutivo

## Sistema de competición
Los 8 equipos se enfrentaron bajo el sistema de todos contra todos en cuatro ocasiones. Al final de la temporada, el equipo que con la mayor cantidad de puntos fue campeón, y obtuvo la clasificación a la primera ronda previa de la Liga de Campeones de la UEFA 2019-20. Los equipos ubicados en la segunda y tercera posición accedieron a la primera ronda previa de la Liga Europa de la UEFA 2018-19. Por otro lado, el club que ocupó la última posición descendió a la Divizia A.
Un tercer cupo para la Liga Europa de la UEFA 2018-19 fue asignado al campeón de la Copa de Moldavia

## Equipos participantes

### Equipos por región
| \| Región \| N.º \| Equipos \| \| ------------ \| --- \| ---------------------------------- \| \| Chișinău \| 2 \| Dacia Chișinău y Zimbru Chișinău \| \| Transnistria \| 2 \| Dinamo Tiraspol y Sheriff Tiraspol \| \| Bălți \| 1 \| Zaria Bălți \| \| Hîncești \| 1 \| Petrocub Hîncești \| \| Ialoveni \| 1 \| Sfîntul Gheorghe \| \| Nisporeni \| 1 \| Speranța \| \| Orhei \| 1 \| Milsami Orhei \| \| Sîngerei \| 1 \| Spicul Chișcăreni \| |     |                                    |
| Región | N.º | Equipos                            |
| Chișinău | 2   | Dacia Chișinău y Zimbru Chișinău   |
| Transnistria | 2   | Dinamo Tiraspol y Sheriff Tiraspol |
| Bălți | 1   | Zaria Bălți                        |
| Hîncești | 1   | Petrocub Hîncești                  |
| Ialoveni | 1   | Sfîntul Gheorghe                   |
| Nisporeni | 1   | Speranța                           |
| Orhei | 1   | Milsami Orhei                      |
| Sîngerei | 1   | Spicul Chișcăreni                  |

### Información de los equipos
| Equipo             | Ciudad     | Estadio                     | Capacidad |
| ------------------ | ---------- | --------------------------- | --------- |
| Dacia Chișinău     | Chisináu   | Estadio Moldova             | 8.550     |
| Dinamo Tiraspol    | Tiráspol   | Estadio Dinamo-Auto         | 3.525     |
| Milsami Orhei      | Orhei      | Complejo Deportivo de Orhei | 2.539     |
| Petrocub Hîncești  | Hîncești   | Estadio Orășenesc           | 1.500     |
| Sfîntul Gheorghe   | Suruceni   | Estadio Suruceni            | 1.000     |
| Sheriff Tiraspol   | Tiráspol   | Estadio Sheriff             | 13.460    |
| Speranța Nisporeni | Nisporeni  | Estadio Orășenesc           | 1.500     |
| Spicul Chișcăreni  | Chișcăreni | Complejo Deportivo de Orhei | 2.539     |
| Zaria Bălți        | Bălți      | Estadio Orășenesc           | 5.953     |
| Zimbru Chișinău    | Chisináu   | Estadio Zimbru              | 10.600    |

### Ascensos y descensos
| Pos. | Ascendidos de Divizia A 2016-17 |
| ---- | ------------------------------- |
| 2    | Sfîntul Gheorghe                |
| 3    | Spicul Chișcăreni               |

| Pos. | Descendidos de División Nacional 2016-17 |
| ---- | ---------------------------------------- |
| 8    | Academia Chișinău                        |
| 10   | Saxan                                    |
| 11   | Ungheni                                  |

## Tabla de posiciones
| Pos. | Equipo               | Pts. | PJ | G  | E | P  | GF | GC | Dif. | Clasificación 2018–19                                    |
| ---- | -------------------- | ---- | -- | -- | - | -- | -- | -- | ---- | -------------------------------------------------------- |
| 1    | Sheriff Tiraspol (C) | 45   | 18 | 14 | 3 | 1  | 50 | 14 | +36  | Primera ronda de la Liga de Campeones 2018-19            |
| 2    | Milsami Orhei        | 40   | 18 | 13 | 1 | 4  | 26 | 12 | +14  | Clasificado a la Primera ronda de la Liga Europa 2018-19 |
| 3    | Petrocub-Hîncești    | 26   | 18 | 7  | 5 | 6  | 25 | 16 | +9   | Clasificado a la Primera ronda de la Liga Europa 2018-19 |
| 4    | Dacia Chișinău       | 26   | 18 | 7  | 5 | 6  | 23 | 26 | −3   | Desciende a Divizia A 2018                               |
| 5    | Zaria Bălți          | 24   | 18 | 7  | 3 | 8  | 28 | 20 | +8   | Clasificado a la Primera ronda de la Liga Europa 2018-19 |
| 6    | Speranța Nisporeni   | 21   | 18 | 5  | 6 | 7  | 18 | 21 | −3   |                                                          |
| 7    | Sfîntul Gheorghe     | 20   | 18 | 5  | 5 | 8  | 15 | 27 | −12  |                                                          |
| 8    | Zimbru Chișinău      | 19   | 18 | 5  | 4 | 9  | 17 | 21 | −4   |                                                          |
| 9    | Dinamo-Auto          | 15   | 18 | 4  | 3 | 11 | 14 | 38 | −24  |                                                          |
| 10   | Spicul Chișcăreni    | 14   | 18 | 3  | 5 | 10 | 14 | 35 | −21  | Desciende a Divizia A 2018                               |

Actualizado a los partidos jugados el 26 de noviembre de 2017.
 Fuente: FMF, Soccerway
Notas:
1. ↑  Dacia Chișinău se retiró de la liga antes del comienzo de la temporada 2018[1]

## Tabla de resultados cruzados
| Local \ Visitante  | DAC | DIN | MIL | PET | SFÎ | SHE | SPE | SPI | ZAR | ZIM |
| ------------------ | --- | --- | --- | --- | --- | --- | --- | --- | --- | --- |
| Dacia Chișinău     | —   | 4–1 | 1–1 | 0–2 | 1–0 | 1–1 | 2–1 | 2–2 | 1–1 | 2–1 |
| Dinamo-Auto        | 3–2 | —   | 1–4 | 1–0 | 2–2 | 0–4 | 0–3 | 0–3 | 1–0 | 1–0 |
| Milsami Orhei      | 2–1 | 2–1 | —   | 1–0 | 1–0 | 0–2 | 0–1 | 2–0 | 1–0 | 1–0 |
| Petrocub-Hîncești  | 3–0 | 1–0 | 1–0 | —   | 1–2 | 1–2 | 1–1 | 0–1 | 1–1 | 4–1 |
| Sfîntul Gheorghe   | 0–1 | 1–0 | 0–3 | 0–2 | —   | 0–3 | 2–1 | 4–3 | 2–1 | 0–0 |
| Sheriff Tiraspol   | 6–3 | 3–1 | 3–1 | 3–1 | 1–1 | —   | 0–1 | 5–0 | 5–0 | 2–2 |
| Speranța Nisporeni | 0–0 | 1–1 | 1–3 | 0–0 | 0–0 | 1–2 | —   | 2–0 | 2–4 | 1–0 |
| Spicul Chișcăreni  | 0–1 | 1–1 | 0–2 | 0–4 | 1–1 | 0–4 | 1–1 | —   | 0–2 | 1–0 |
| Zaria Bălți        | 0–1 | 6–0 | 0–1 | 2–2 | 2–0 | 0–2 | 3–0 | 3–0 | —   | 3–0 |
| Zimbru Chișinău    | 2–0 | 1–0 | 0–1 | 1–1 | 4–0 | 1–2 | 2–1 | 1–1 | 1–0 | —   |

## Goleadores
| Rango | Jugador           | Club              | Goles |
| ----- | ----------------- | ----------------- | ----- |
| 1     | Vitalie Damașcan  | Sheriff           | 13    |
| 2     | Vladimir Ambros   | Petrocub-Hîncești | 9     |
| 3     | Stefan Mugoša     | Sheriff           | 7     |
| 4     | Josip Brezovec    | Sheriff           | 5     |
| 4     | Serhiy Zahynaylov | Zaria             | 5     |
| 4     | Jairo             | Sheriff           | 5     |
| 4     | Vadim Paireli     | Petrocub-Hîncești | 5     |
| 4     | Viorel Primac     | Speranța          | 5     |
| 4     | Jean Theodoro     | Zimbru            | 5     |
| 10    | Marius Obekop     | Zaria             | 4     |